# Motköp
Motköp är en del i ett handelsavtal mellan två parter där köparen som villkor för att affären ska gå igenom kräver att säljaren, eller företag med anknytning till säljaren, köper varor av eller investerar i köparens verksamheter. Motsatt kan ett motköp även användas av säljaren för att nå en fördel vid konkurrens om ett kontrakt. Motköp används ofta inom militärindustrin.